# Fort Deposit
Fort Deposit è un comune degli Stati Uniti d'America situato nella contea di Lowndes dello Stato dell'Alabama.